# Astéroïde de type E
Le type E (ou classe E) est un type d'astéroïdes qui apparait dans la classification spectrale de Tholen (1984) dans laquelle il appartient au « groupe X », en proximité avec les types M et P desquels il n'est distingué que par l'albédo. Il n'apparait plus dans les classifications ultérieures de Bus (ou SMASS-II) (1999) et de Bus-DeMeo (2009) dans lesquelles la subdivision du groupe X (ou complexe X) est très différente.
À fin 2023, la base de données « Small-Body Database » du Jet Propulsion Laboratory compte 980 astéroïdes pour lesquels le type spectral de Tholen est renseigné, dont 13 astéroïdes appartenant au type E (1,3 % ou 13 % des 101 astéroïdes dont l'affectation à l'un des types E, M ou P de Tholen est connue),.

## Historique
Le type E a été introduit en 1976 par J. Gradie et Ben H. Zellner à travers l'étude de différents paramètres (propriétés spectrales, albédo, polarisation) d'une cinquantaine d'astéroïdes. Il en ressortait le caractère particulier des astéroïdes (44) Nysa et (64) Angelina, d'albédo élevé et ne montrant aucune présence de fer ferreux, caractère supposément associé à des minéraux tels que l'aubrite ou l'enstatite présents dans certaines météorites. Ce nouveau type a ensuite été conforté en 1978 par Edward L. G. Bowell dans le cadre de ses travaux sur une nouvelle classification, puis en 1984 à travers sa confirmation dans la classification de David J. Tholen. La lettre E a été choisie en référence à l'enstatite.
Le choix de Schelte J. Bus en 1999 (repris en 2009 dans la classification de Bus-DeMeo) de ne baser sa nouvelle classification que sur des données spectrales, sans recours à l'albédo, ne permet pas de distinguer le type E qui reste toutefois couramment utilisé, de même que les types M et P.

## Propriétés

### Description spectrale

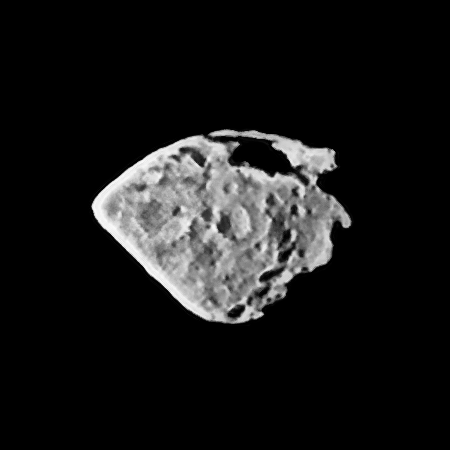
L'astéroïde (2867) Šteins, visité par la sonde Rosetta en septembre 2008, est de type E au sens de la classification de Tholen.

La description spectrale originale issue des travaux de David J. Tholen est résumée ainsi : « spectre sans relief, plat à légèrement rouge à travers la plage globale 0,3 à 1,1 μm » et « albédo élevé ». Cette description ne diffère des classes M et P uniquement par l'albédo (faible < 0,065 pour P, modéré 0,07-023 pour M, élevé > 0,23 pour E). Un astéroïde possédant ce type de spectre mais pour lequel l'albédo n'est pas connu est classé comme appartenant au groupe X.
La non prise en compte de l'albédo dans les classifications de Bus et de Bus-DeMeo ne permet pas l'identification du type E. La majorité des astéroïdes se retrouvent classés Xe (d'où l'indice e) mais d'autres se répartissent parmi les autres types du complexe X (X, Xc, Xk).

### Hypothèses de composition et de liens avec les météorites
Les astéroïdes de type E sont censés être composés d'enstatite MgSiO3, avec une surface analogue aux achondrites.

### Situation dans le Système solaire et hypothèses d'origine
Ce type est notamment rencontré au sein du groupe de Hungaria, en périphérie interne de la ceinture principale, et correspond plus particulièrement au type spectral de la famille de Hungaria, famille collisionnelle située au sein de ce groupe. Ils sont plus rares au-delà. Toutefois certains se trouvent assez loin de cette limite, par exemple (64) Angelina, au cœur de la ceinture principale. Les astéroïdes de type E ont pour origine probable le manteau très réduit d'un astéroïde différencié[réf. nécessaire].
Selon une théorie développée dans le cadre du modèle de Nice, les astéroïdes de type E seraient ce qui persiste de la ceinture d'astéroïdes étendue (ou ceinture E) qui aurait existé avant le grand bombardement tardif[réf. nécessaire].

## Exploration
Le 5 septembre 2008 la sonde européenne Rosetta a visité (2867) Šteins. Les analyses spectrales ont confirmé qu'il était composé de matériaux pauvres en fer comme l'enstatite, la forstérite et le feldspath.